# 울주 언양읍성
울주 언양읍성(蔚州 彦陽邑城, 영어: Eonyangeupseong Walled Town, Ulju)은 울산광역시 울주군 언양읍에 있는 조선시대의 읍성이다. 1966년 12월 27일 대한민국의 사적 제153호로 지정되었다.

## 현지 안내문
예부터 경주·울산·밀양·양산과의 교통 중심지로 전략적으로 매우 중요한 위치를 차지하던 옛 언양 고을의 읍성이다. 읍성이란 군이나 현의 주민을 보호하고, 군사적·행정적인 기능을 함께 하는 성을 말한다.
처음에는 흙으로 성을 쌓았던 것을 연산군 6년(1500)에 현감 이담룡이 확장하여 돌로 다시 쌓았다. 평지에 네모꼴로 만들어진 보기 드문 평지성으로, 원래는 둘레가 약 1,000m, 높이가 4m나 되었으며 성안에는 4개의 우물이 있었다고 하는데, 지금은 성을 쌓았던 큰 돌이 부분적으로 남아 있을 뿐이다. 성벽은 조선 전기 읍성 축조의 일반적인 방식이 반영되었다. 큰 돌을 대충 갈아 쌓은 후 빈 공간에 잔돌을 채워 성벽을 튼튼하게 하였다.
언양읍성은 전국의 중요 읍성이 만들어지기 시작하던 14∼15세기의 축조방법을 보여주는 것으로서, 고려 말기부터 조선 초기에 나타나는 축성법 변천 모습을 잘 보여주는 중요한 자료이다.
※(언양읍성 → 울주 언양읍성)으로 명칭변경 (2011.07.28 고시)

## 역사
《경상도속찬지리지》에 따르면, 언양읍성은 고려 공양왕 2년(1390년)에 토성으로서 최초로 축조되었다. 조선 성종 12년(1481년)에 쓰여진《동국여지승람》에도 여전히 언양읍성이 토성으로 기록되어 있으며, 그 규모는 둘레가 1489척, 높이가 8척, 우물 2개이다.
석성(石城)으로 개축된 기록은 《신증동국여지승람》과 《증보문헌비고》에 있는데, 연산군 5년(1500)에 현감 이담룡에 의해서 이루어졌다고 전해진다. 이 때에 성의 규모가 둘레 3064척, 높이 13척, 우물 3개로 커졌다. 그러나 당시의 성은 임진왜란에 의하여 무너지고, 현재 남아있는 것은 광해군 9년(1617)에 고쳐 쌓은 것이라 전해진다.

## 사진

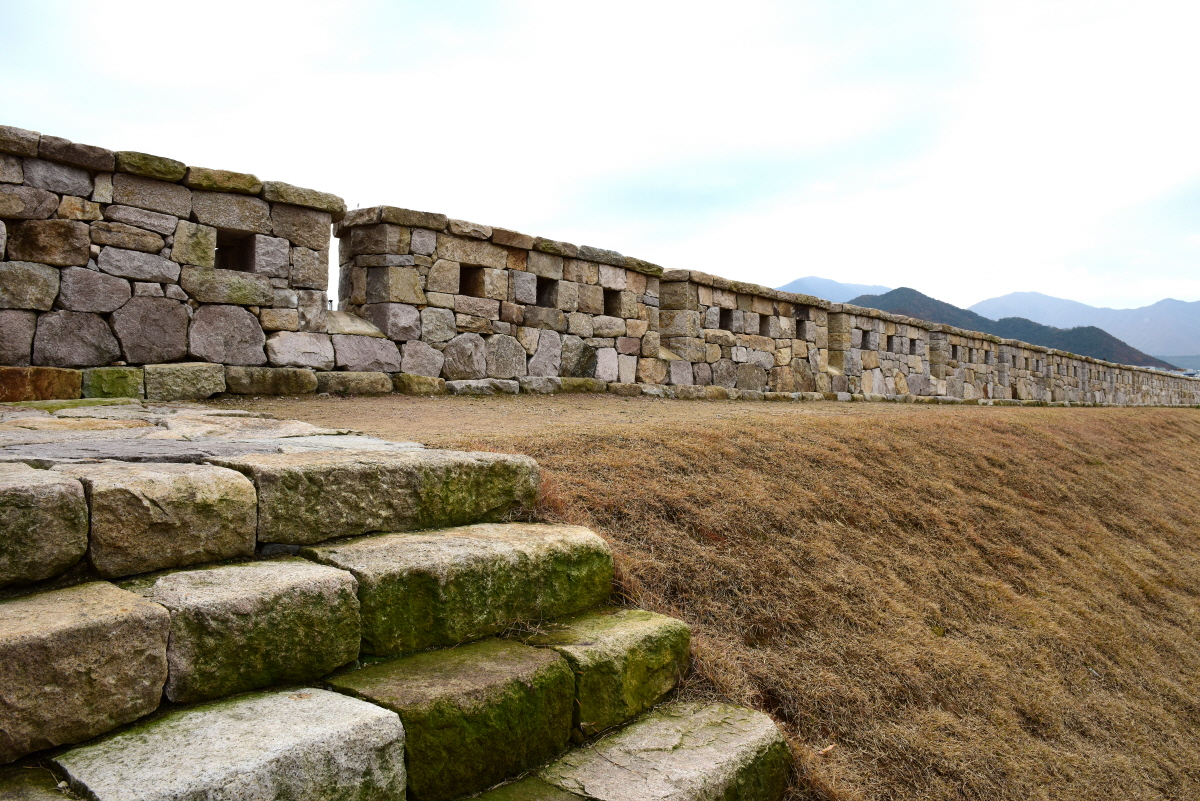
언양읍성 남문 영화루 주위 성벽
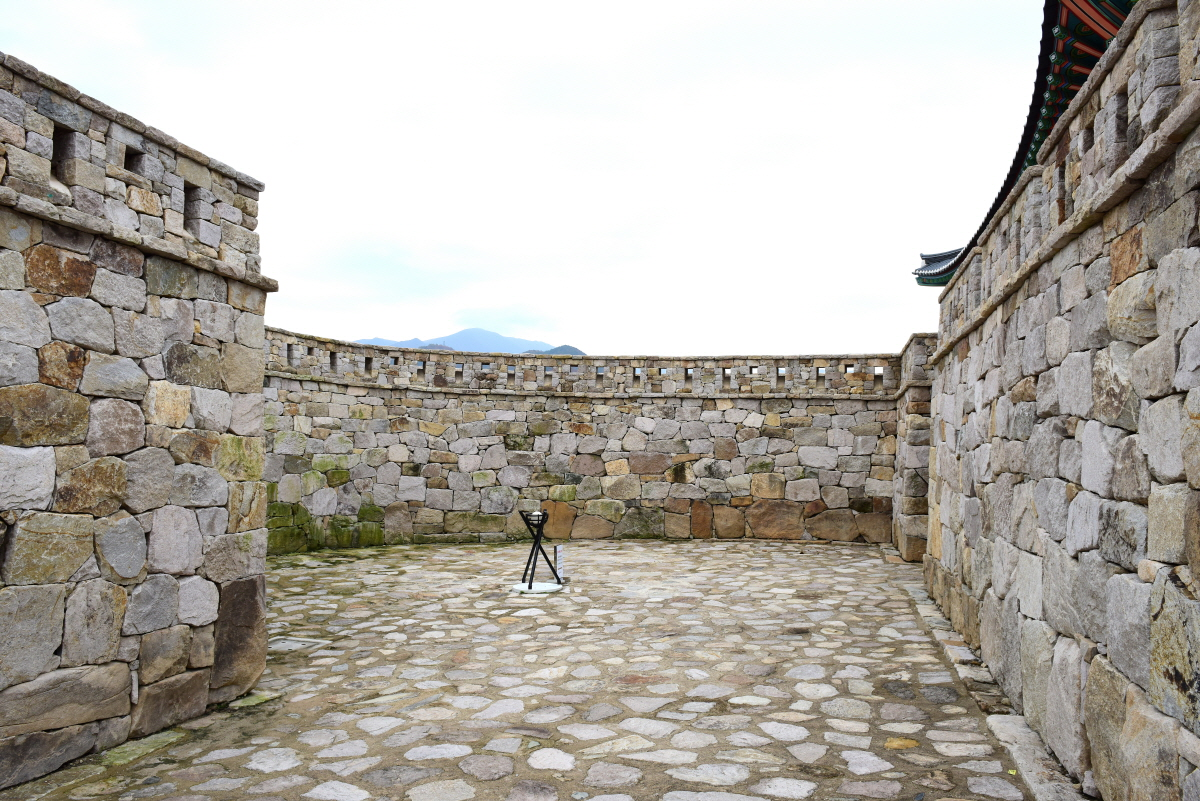
영화루 옹성

## 참고 자료
- 울주 언양읍성 - 국가유산청 국가유산포털